# 김일성종합대학 교육자 아파트
김일성종합대학 교육자 아파트(영어: KISU Apartment)는 조선민주주의인민공화국 평양시에 위치한 마천루이다.

## 같이 보기
- 조선민주주의인민공화국의 마천루 목록
- 평양시의 마천루 목록